# Propylée de Munich
Le Propylée de Munich est l'une des portes monumentales de la ville de Munich, capitale de la Bavière. Situé à l'ouest de la Königsplatz et inauguré en 1862, le Propylée commémore l'élection du prince Othon de Bavière au trône de Grèce en 1832. Il évoque l'entrée monumentale des Propylées de l'Acropole d'Athènes avec ses colonnes doriques. 

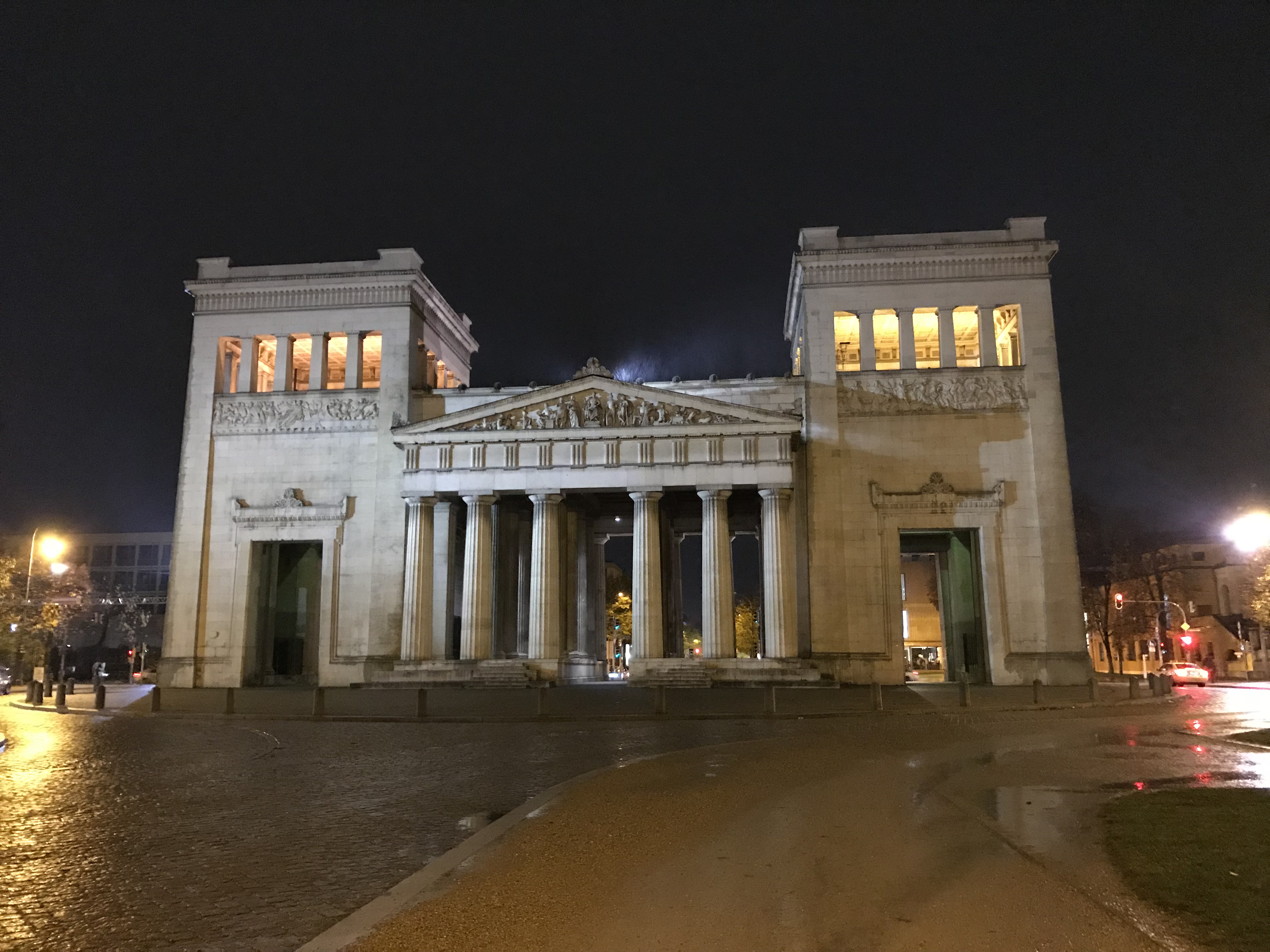
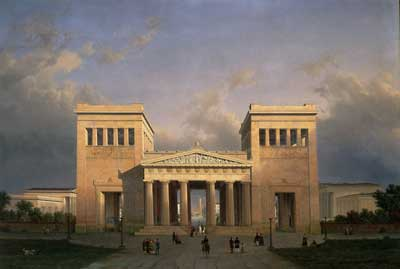
Le Propylée de Munich, représenté par Leo von Klenze.